# Gschnitztal
La Gschnitztal è una valle alpina di origine glaciale del Tirolo, laterale di sinistra della Wipptal.
Ha la sua testata nel gruppo del Tribulaun e scorre da ovest ad est per circa 20 chilometri. Ha caratteristiche prettamente glaciali, con un fondovalle pianeggiante attorno ai 1200 m s.l.m., largo qualche centinaio di metri, mentre i suoi fianchi sono particolarmente ripidi.
Percorsa dal torrente Gschnitzbach, affluente di sinistra della Sill, come le altre valli laterali della Wipptall ha la caratteristica di avere un imbocco piuttosto stretto e ripido.
Il territorio della valle è suddiviso dai due comuni di Gschnitz e Trins.